# 네가 손짓해주면
〈네가 손짓해주면〉은 대한민국의 걸그룹 에이핑크의 디지털 싱글이다. 2016년 4월 19일에 로엔엔터테인먼트를 통해서 발매되었다.

## 개요
- 5주년을 기념하는 팬송이다.
- 에이핑크가 4월 19일에 발매하는 디지털 싱글은 세 번째가 된다.

## 수록곡
| #            | 제목                        | 작사           | 작곡 · 편곡  | 재생 시간 |
| ------------ | --------------------------- | -------------- | ------------ | --------- |
| 1.           | 〈네가 손짓해주면〉         | 김진환, 박초롱 | 김진환       | 4:19      |
| 2.           | 〈네가 손짓해주면 (Inst.)〉 |                | 김진환       | 4:19      |
| 총 재생 시간 | 총 재생 시간                | 총 재생 시간   | 총 재생 시간 | 8:38      |